# Deutsches Theater Göttingen

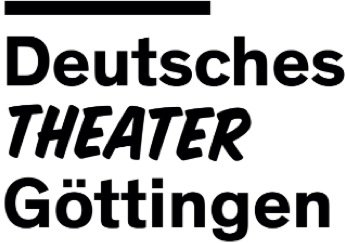
Logo des Deutschen Theaters Göttingen (seit 2014)

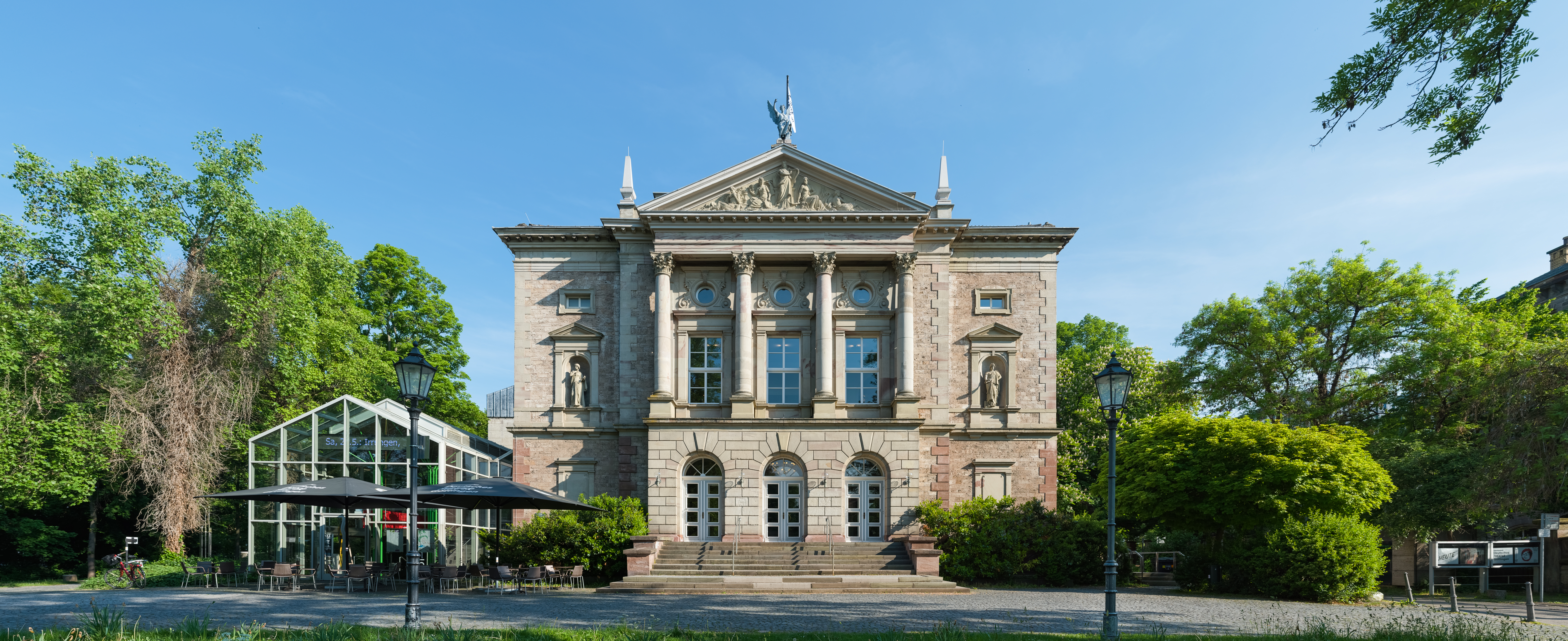
Südliche Schaufassade des Deutschen Theaters Göttingen, links das Glasfoyer (2017).

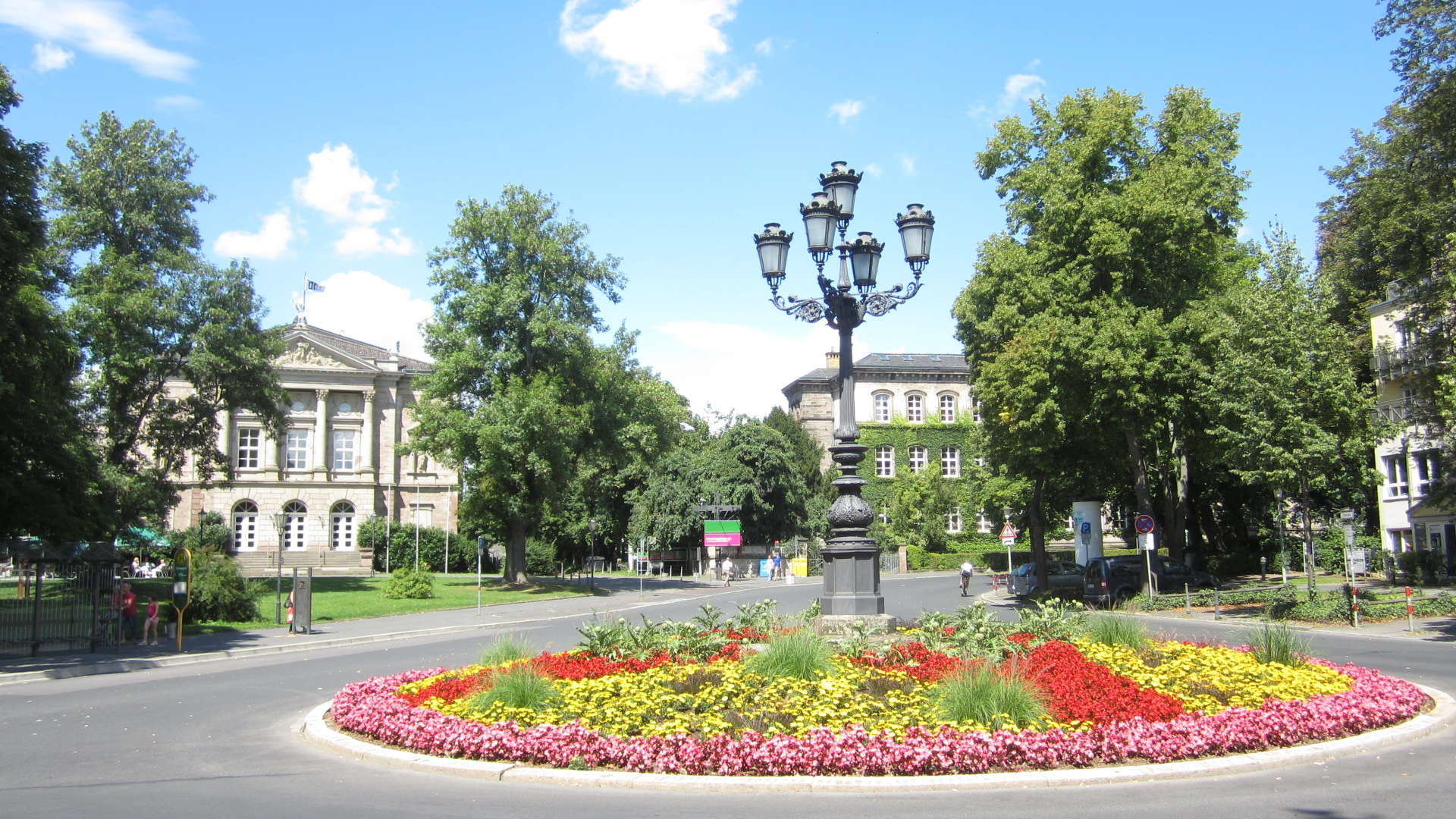
Der Theaterplatz in Göttingen. Blick nach Norden, im Hintergrund das Theater (2012).

Das Deutsche Theater (DT) ist ein 1890 eröffnetes Schauspielhaus in Göttingen und das größte Theater der Stadt. Sein früherer Name war Deutsches Theater in Göttingen.

## Lage
Das Theater befindet sich am Rand der Göttinger Altstadt im Ostviertel, unmittelbar östlich des Stadtwalls und am Nordende des Theaterplatzes. Die Adresse lautet Theaterplatz 11.

## Architektur

### Baugeschichte
Nach dem Großbrand des alten Stadttheaters in der Altstadt am Neuen Markt, dem heutigen Wilhelmsplatz, in der Nacht vom 10. zum 11. Januar 1887, war man sich in der Göttinger Bürgerschaft rasch über die Notwendigkeit eines neuen, würdigen Theaterbaus einig. Am 18. Juli 1887 trafen die städtischen Gremien die Entscheidung, das Theater am künftigen Theaterplatz zu errichten.
Der Planungs- und Bauauftrag ging 1888 an den Architekten Gerhard Schnitger aus Oldenburg/Berlin, der sich zuvor durch Neubauten des Großherzoglichen Residenztheaters Oldenburg (1879–1881), der Stadsschouwburg Groningen (1883) und des Walhalla-Theaters Berlin (Charlottenstraße, 1887–1888) einen Namen gemacht hatte. Ausführender Projektleiter war Architekt Ludwig Niehrenheim aus Göttingen. Der häufiger geäußerte Hinweis, dass Schnitger für Göttingen eine Kopie seines Oldenburger Theaters entwarf, ist weder belegt noch nachvollziehbar.
Schnitgers Entwurf für das Göttinger Theater orientierte sich allgemein an mittelgroßen zeitgenössischen Theatern und die Schaufassade war erkennbar palladianischen Villen entlehnt, deren Architektur vom preußischen Architekten Knobelsdorff schon beim 1743 eingeweihten Berliner Opernhaus (heute Staatsoper Unter den Linden) auf den Theaterbau übertragen worden war. Die Kosten des Göttinger Theater-Neubaus betrugen rund 350.000 Mark, die von der Stadtkasse und durch „mehre thatkräftige Bürger“ bestritten wurden. 140.000 Mark steuerte die preußische Regierung aus dem Welfenfonds bei, wofür sich Reichskanzler Bismarck als ehemaliger Göttinger Student starkgemacht machte.
Der repräsentativ platzierte und gestaltete Theater-Neubau wurde 1889 bis 1890 errichtet. Die Einweihung des neuen Stadt-Theaters Göttingen oder Theaters am Wall erfolgte unter dem ersten Theaterpächter und Direktor Norbert Berstl am 30. September 1890 mit der Jubel-Ouvertüre von Carl Maria von Weber und anschließender Aufführung von Schillers Wilhelm Tell. Architekt Schnitger bekam vonseiten der Bürger und des Stadtmagistrats für seine Leistung als besondere Anerkennung einen Lorbeerkranz überreicht.

### Umbauten, Sanierungen
Der ursprüngliche Dreispartenbetrieb endete 1950 unter dem bedeutenden Nachkriegszeit-Intendanten Heinz Hilpert. Damit begann die Konzentration auf das Schauspiel, was baulich zwischen Bühne und Zuschauerraum zur Schließung des ursprünglich vorhandenen Orchestergrabens führte.
Das Theater wurde mehrfach erweitert und renoviert: 1904 und 1927, zuletzt 1981–1984 nach Plänen des Göttinger Architekturbüros Brandi + Partner (Jochen Brandi, Projektleiter Armin Sgodda). Dabei wurde an der Westseite zum Wall hin u. a. ein markantes Glasfoyer als neuer Haupteingang angebaut. Unterm rückwärtigen Anbau und der in den 1980er-Jahren angehobenen Hoffläche befindet sich eine Tiefgarage.
Seit 2020 wird in Göttingen die Notwendigkeit einer großen baulichen Instandsetzung des Deutschen Theaters diskutiert, wobei man den Kostenaufwand auf „zwischen 63 Millionen und 185 Millionen Euro“ schätzte.

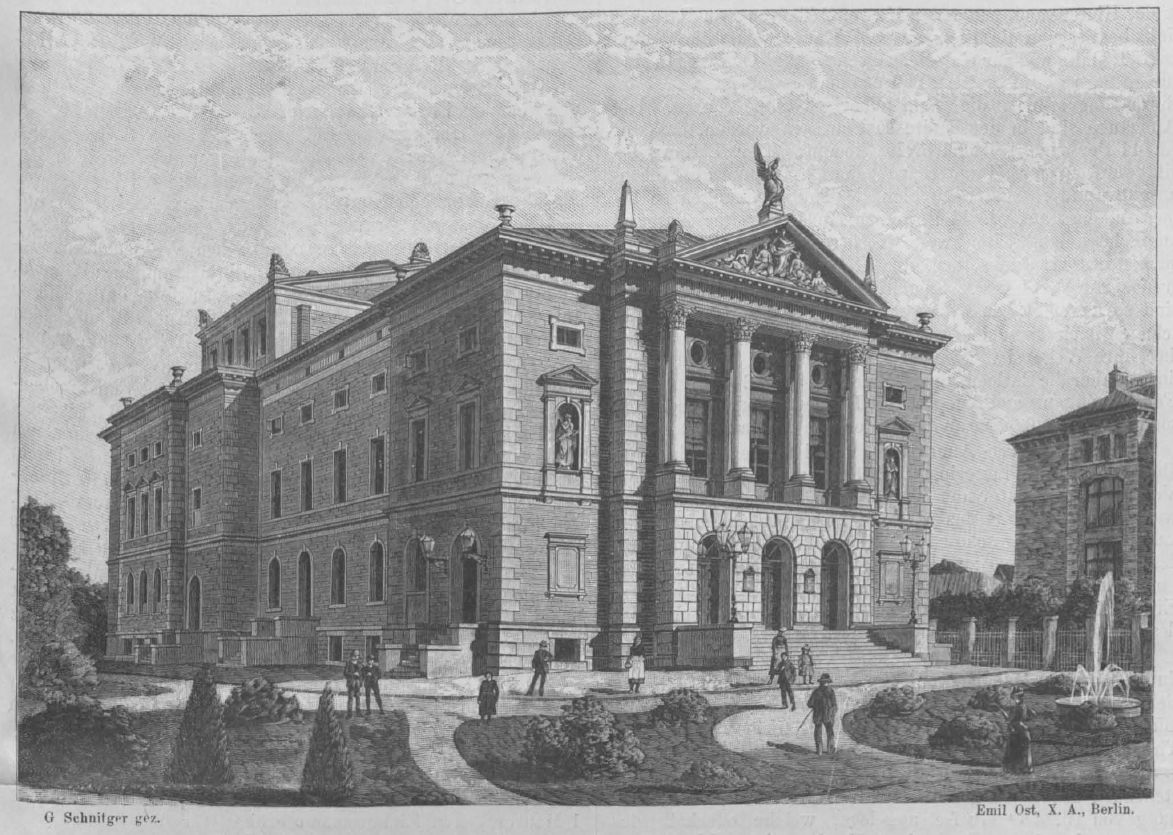
Das neue Stadttheater in Göttingen, Schauzeichnung von Architekt Gerhard Schnitger (Deutsche Bauzeitung, 1891)
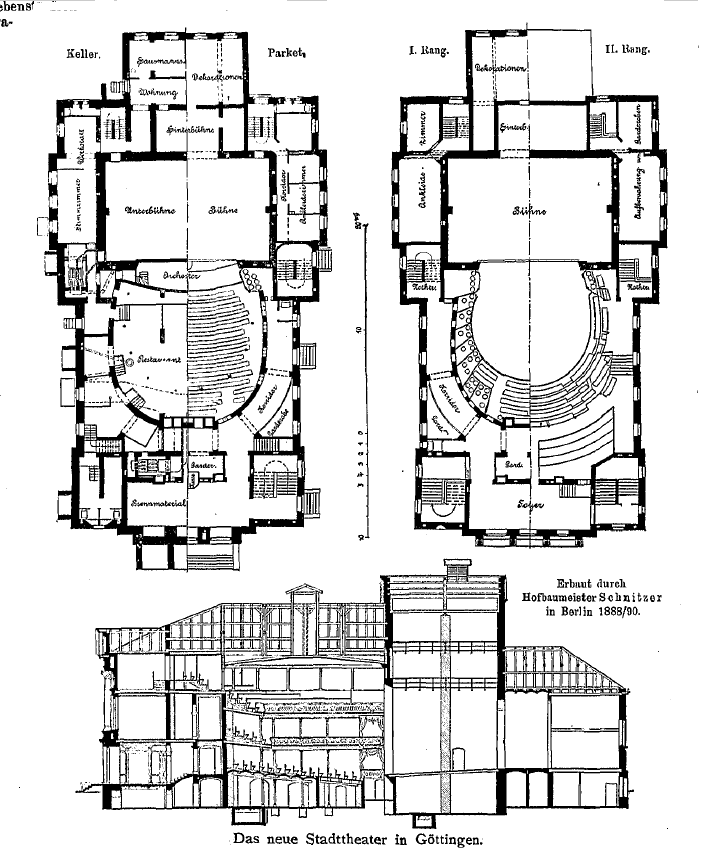
Grundrisse und Längsschnitt von Architekt Gerhard Schnitger (Deutsche Bauzeitung, 1891)
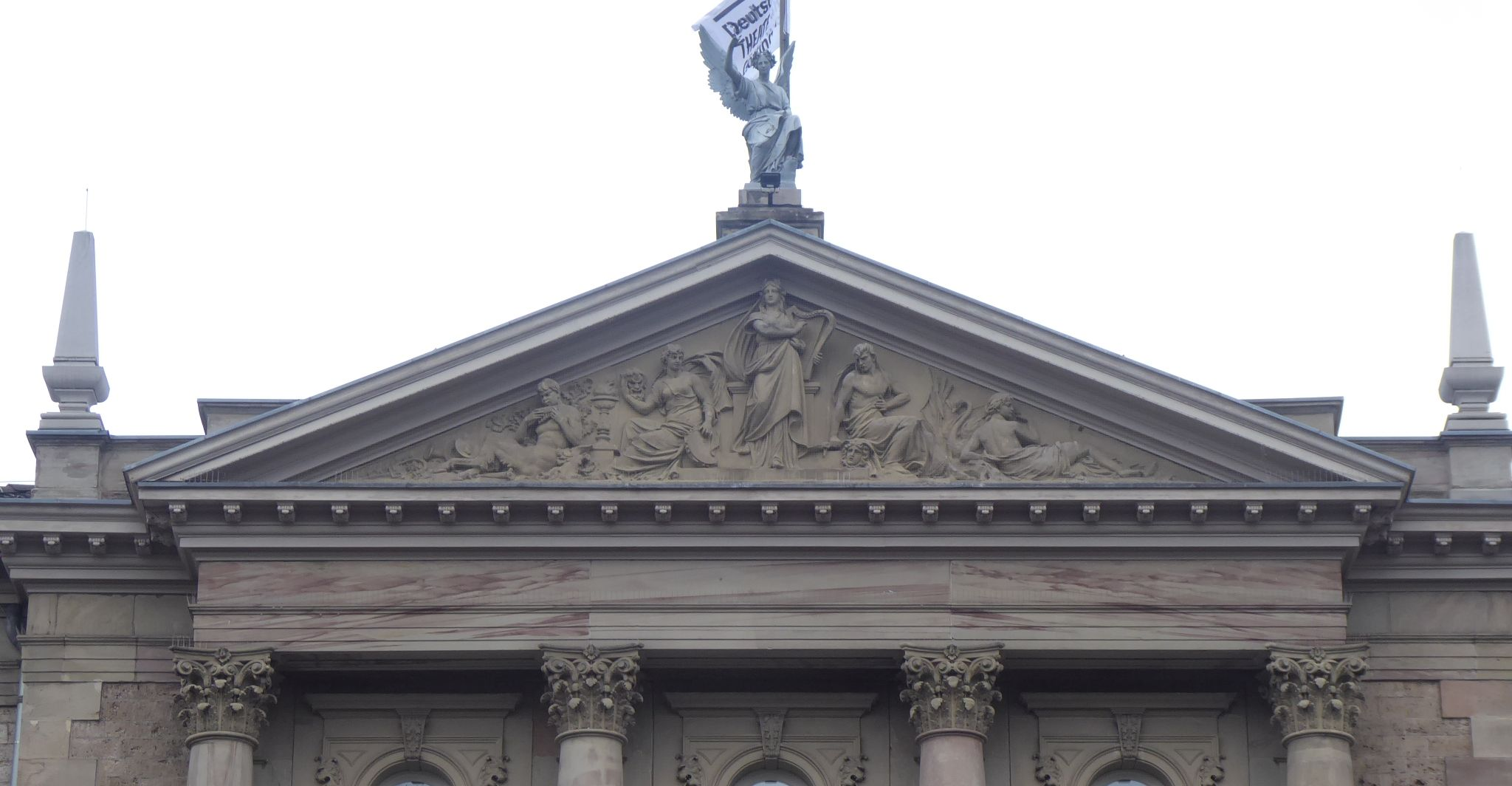
Giebeldreieck mit mythologischen Figuren (2020)
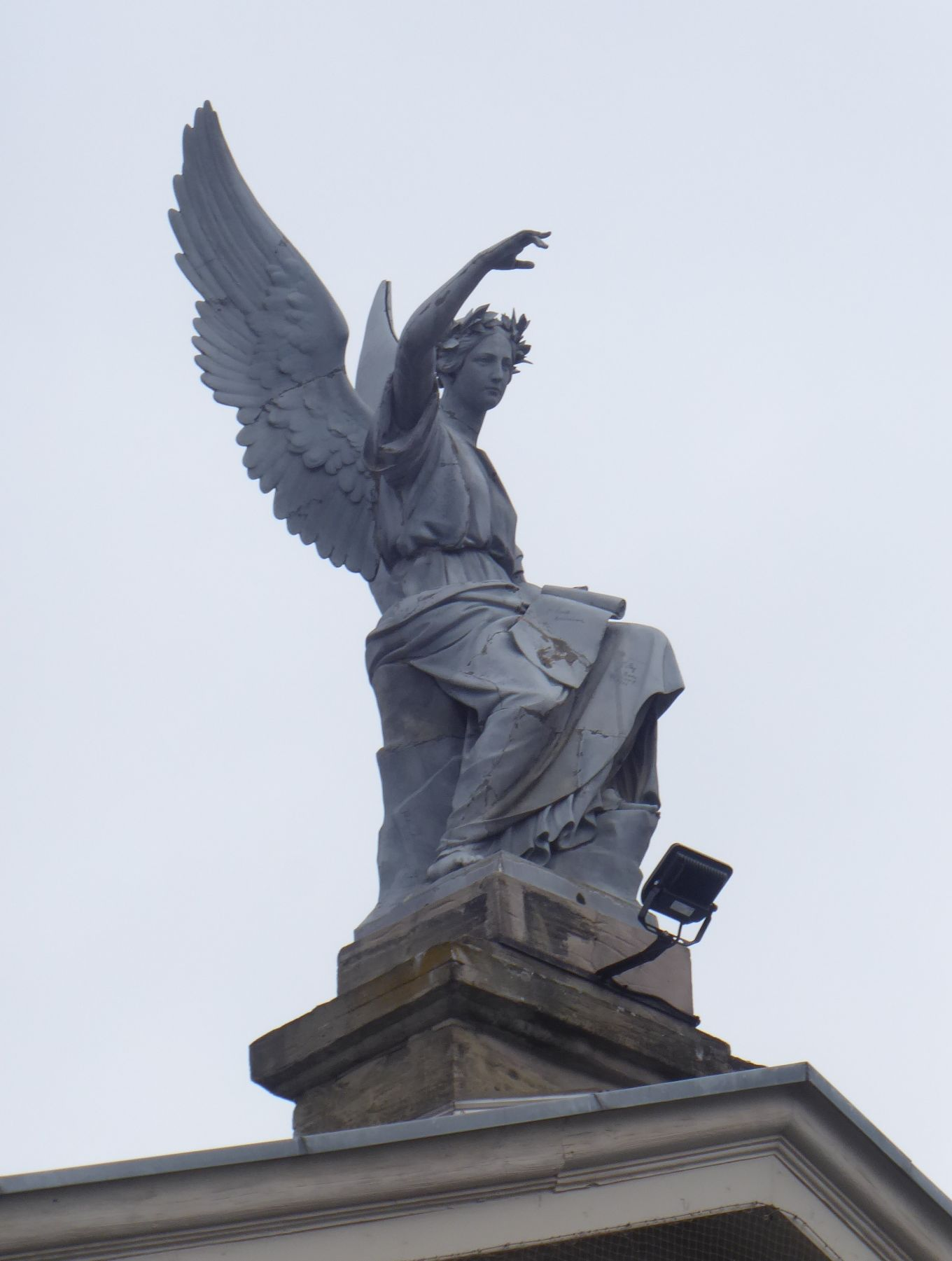
Muse Thalia auf dem Dachfirst (2020)
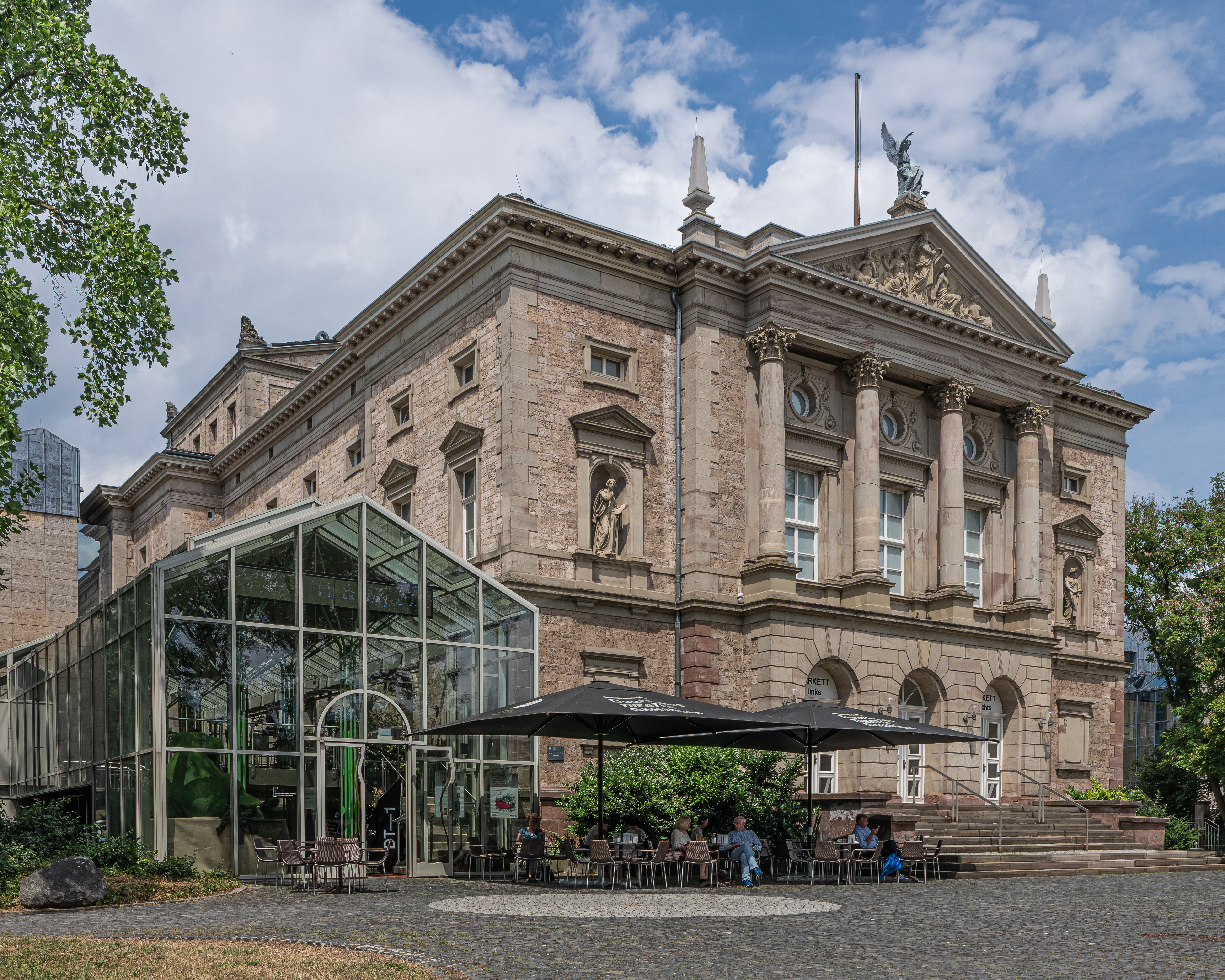
Ansicht von Südwesten mit seitlichem Glasfoyer (2022)
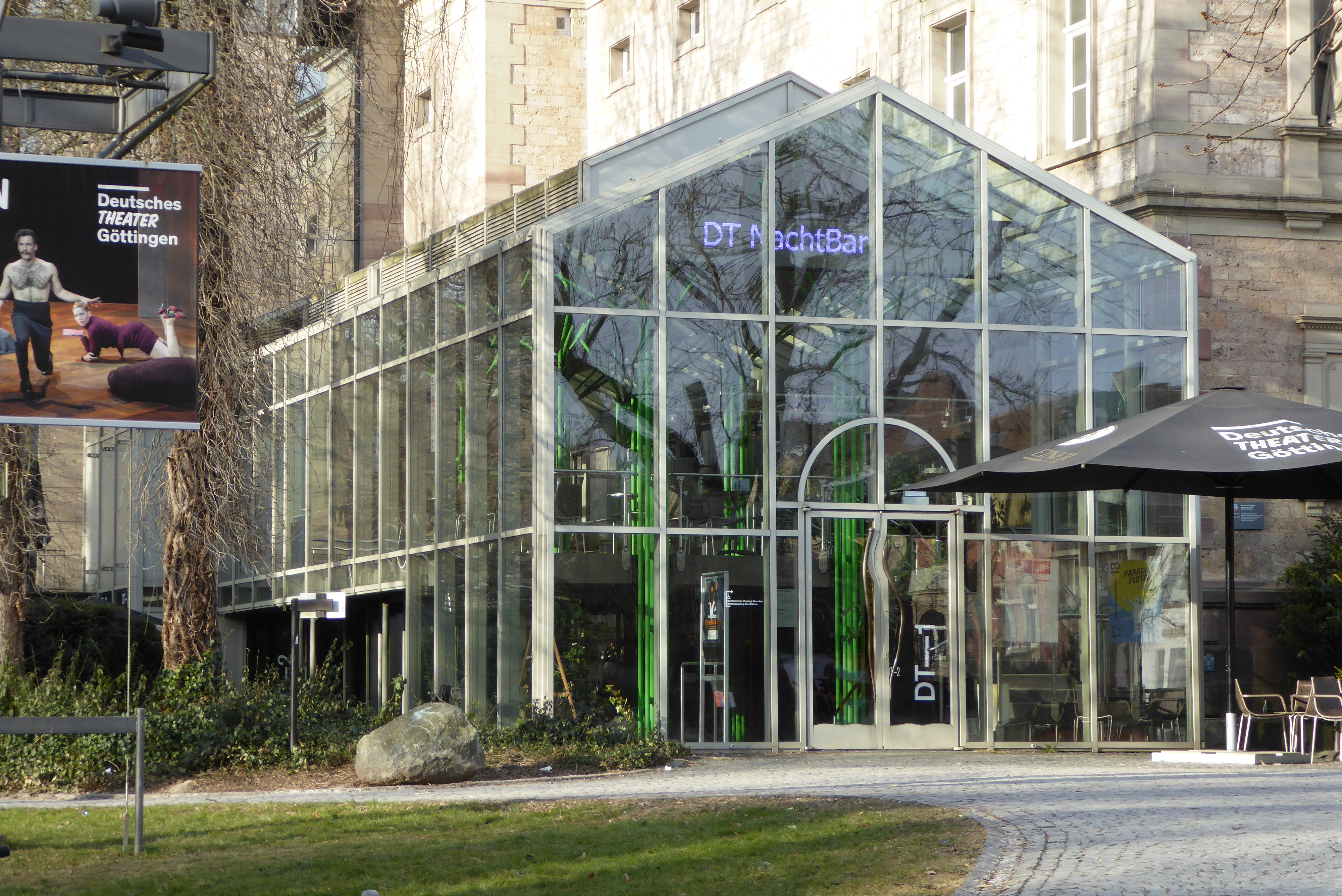
Anbau des Glasfoyers (Aufnahme 2018)
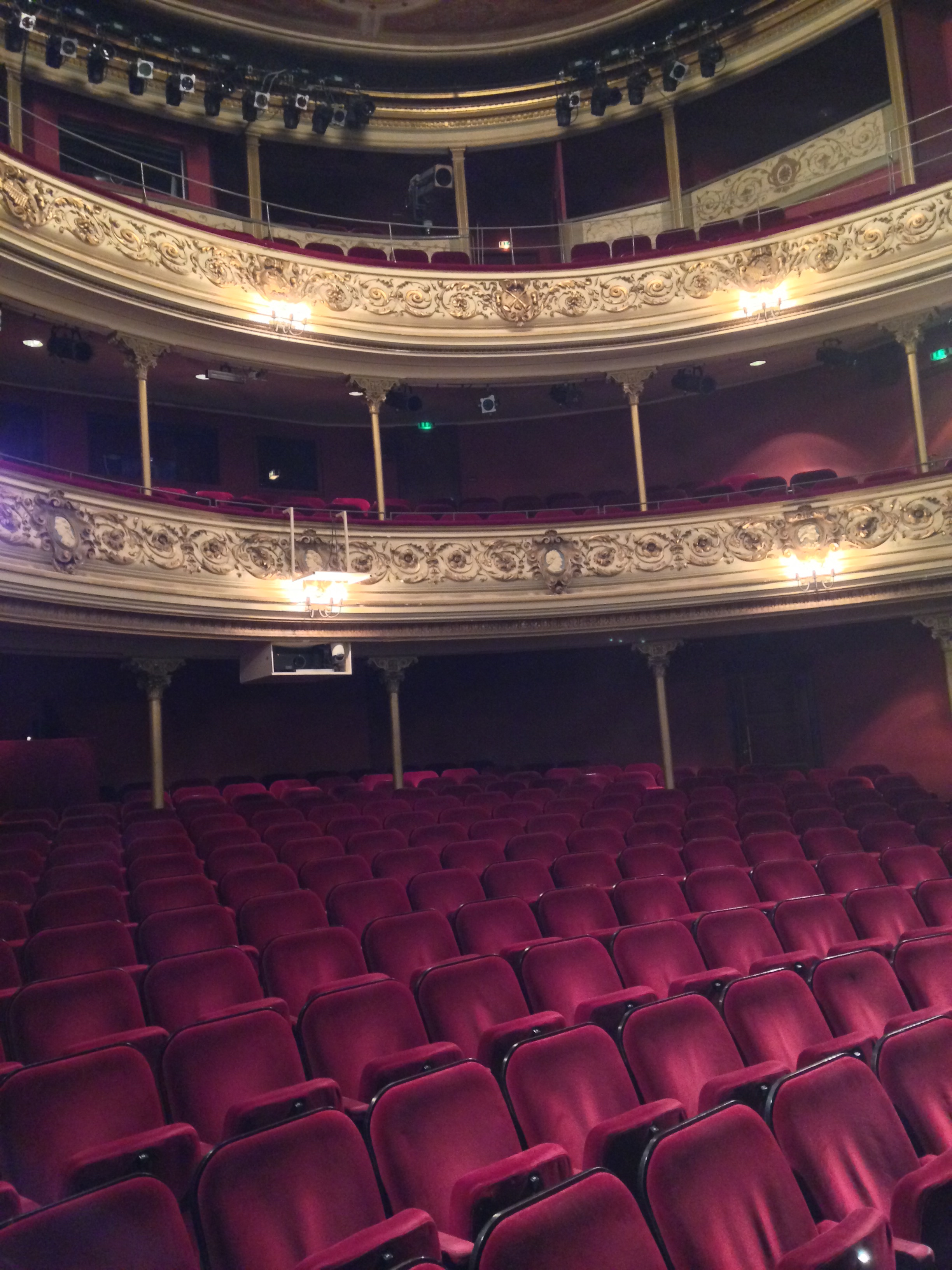
Zuschauerraum des Großen Hauses (2015)

### Baubeschreibung
Der Theaterbau entfaltet seine hauptsächliche städtebauliche Ausrichtung nach Süden hin zum Theaterplatz. Dieser in den 1880er Jahren angelegte neue Stadtplatz (seit 1888 Theaterplatz) war ab 1882 durch einen Wall- und Straßendurchbruch (später Theaterstraße) mit der Innenstadt verbunden. Bereits 1881–1884 entstand an der Nordseite des neuen Platzes das Königliche Gymnasium (heute Max-Planck-Gymnasium). Das Theater setzte man genau zwischen diesen Schulbau und den Stadtwall, was zur Bezeichnung Theater am Wall führte. Der Baugrund bestand aus einem Teil des zugeschütteten ehemaligen Festungsgrabens, was zur Sicherung des Neubaus eine aufwändige Fundamentierung mit Pfeilern und Grundbögen erforderte.
Der historische Kernbau ist ein langgestreckter, zweieinhalbgeschossiger Baukörper mit Fassaden „im Stile der italienischen Renaissance“ (Schnitger). Das mehrschalige Mauerwerk zeigt außen Tuffstein-Quadermauerwerk mit Gliederungen in Sandstein; das innere Mauerwerk ist in Ziegeln ausgeführt. In der südlichen Schaufassade tritt ein dreiachsiger, aufwändig gegliederter Mittelrisalit hervor, in dessen Hochparterre die drei Rundbogenportale des ehemaligen Haupteingangs über eine vorgelagerte breite Freitreppe erschlossen werden. Darüber erhebt sich im Hauptgeschoss ein monumentaler Portikus mit vier freistehenden, korinthischen Säulen und dazwischen den hohen Fenstern des alten Foyers. Den oberen Portikus-Abschluss bildet ein klassisches Giebeldreieck. Dessen Tympanon-Relief zeigt den wichtigsten figürlichen Schmuck am Außenbau und verkörpert mit mythologischen Figuren die verschiedenen Gattungen des Theaters und der Sagenwelt (von links nach rechts: Pan, Melpomene, Terpsichore, Perseus und Leda). Darüber auf dem Giebelfirst sitzt grüßend die geflügelte Muse Thalia, als Beschützerin der Theaterspielstätten. Seitlich des Mittelrisalits tritt die Schaufassade zurück und zeigt anstelle des Hauptgeschossfensters je eine gerahmte Figurennische mit einer steinernen, lebensgroßen Frauengestalt in antiker Gewandung. Die langen Seitenfronten des Theaters sind weniger aufwändig gegliedert und weisen in den vor- und zurückspringenden Wandfeldern gerahmte Rund- und Rechteckfenster sowie die Nebeneingänge für Zuschauer und Theaterleute auf. Den oberen Abschluss des Gebäudes über einem klassisch ausgebildeten Kranzgesims bildet ein flaches Walmdach mit Blechdeckung, aus dem sich im hinteren Teil, über der Bühne, der für Theaterbauten typische Turm des Schnürbodens erhebt, dessen Satteldach vereinfacht das wiederholte Motiv des Portikusgiebels zeigt.
Links neben dem historischen Theater-Kernbau steht außen angefügt seit 1984 das vom Architekturbüro Brandi + Partner entworfene Glasfoyer, das in Umriss und Proportion den alten Schnitger-Portikus der Hauptfassade zitiert.  Es wirkt durch seine Transparenz einladend und empfängt das Publikum zu ebener Erde – anders in der Anmutung als der herrschaftliche alte Haupteingang im Hochparterre, den man über zehn Stufen einer Freitreppe ersteigen musste. Die gerasterten Fassaden des Glasfoyer-Neubaus zeigen die tragende Stahlglaskonstruktion, die in der Art eines Gewächshauses viel Licht hereinlässt und großzügige Ausblicke bietet. Im Innern ist das Glasfoyer mit Theaterkasse, Gastronomie und Wandelgang zweigeschossig und ermöglicht über Treppen und einen Aufzug die nötige Vertikalverbindung nach nebenan zum Altbau mit dem alten Foyer und dem höher liegenden Zuschauerraum. Die Natursteinfassade des Altbaus ist vom Innern des Glasfoyer-Anbaus direkt erlebbar. Sichtbar inszeniert ist das Dachtragwerk des Glasfoyers, das aus grün gestrichenen Strahlrohrbündeln („Bäumen“) gebildet wird, die sich oben baumkronenartig verzweigen. Den Haupteingang des Glasfoyers bildet eine zweiflügelige, gläserne „Kunst-Tür“ des Künstlers Bořek Šípek. Gestaltung und Konstruktion des Glasfoyers wurden in den 1980er Jahren mehrfach in der Fachpresse als herausragende Baukunst gewürdigt.
Hinter dem Glasfoyer und auf der nördlichen Schmalseite des Theaters folgen umfangreiche, bis zu viergeschossige Anbauten von 1981–1984 (ebenfalls Büro Brandi + Partner), welche den Theater-Altbau umschließen und teilweise verdecken. Sie enthalten eine große Seitenbühne, Probebühnen, Künstlergarderoben, Kantine sowie Werkstätten und Magazine. Charakteristisches Merkmal dieser Anbaufassaden sind Verkleidungen mit Travertinplatten und herabgezogene Bleidächer. An der Ostfassade ist der Theater-Altbau weitgehend ablesbar und geht hier fast nahtlos in den 1927 äußerlich stilgleich angebauten Verwaltungstrakt über.
Im Innern des Theater-Altbaus ist das Prunkstück der erhaltene Zuschauerraum für 770 Sitze mit zwei Rängen auf grazilen gusseisernen Säulen und einer radial kassettierten Decke. Die Dekorationen sind ein Werk des Hoftheatermalers Wilhelm Mohrmann aus Oldenburg. Im übrigen Altbau präsentieren sich altes Vestibül, Foyer des 1. Ranges, Umgänge und Treppenhäuser in schlichten Raumfassungen aus der zweiten Hälfte des 20. Jahrhunderts. Umgänge und Treppenhäuser waren so angelegt, dass im Brandfall eine Entleerung des Hauses binnen drei bis vier Minuten stattfinden konnte. Die heute nicht mehr erhaltene ursprüngliche Theater-Maschinerie stammte von den renommierten Theatermaschinisten Carl Lautenschläger aus München, dem späteren Vater der ersten Drehbühne Europas.

## Theatergeschichte
Der erste Direktor des neuen Stadttheaters am Wall, Norbert Berstl, leitete das Theater 16 Jahre lang bis 1906. Sein Nachfolger bis 1917 war Willi Martini. Der Ausbruch und die Zeit des Ersten Weltkrieges wirkten sich natürlich auf die Arbeit des Theaters aus. 1917 war die Lage u. a. aufgrund der Kohlenknappheit so schwierig, dass das Haus geschlossen werden musste.
In den Jahren 1917 bis 1919 stand das Theater unter der Leitung des Städtischen Musikdirektors Philipp Werner. In dieser Zeit fanden lediglich Gastspiele der Bühnen von Hannover, Kassel und Braunschweig mit Opern, Operetten und Schauspielen statt.
Im Herbst 1919 beschloss die Stadt Göttingen, das Haus mit eigenen Inszenierungen wieder zu eröffnen. Als Direktor wurde Otto Werner gewählt, der das Haus bis 1929 leitete. Entsprechend seiner musikalischen Herkunft (Tenorbuffo) und mit Absprache der Stadt nahm er auch Opern und Operetten mit in den Spielplan auf.
Im Jahre 1929 wurde mit dem Kammersänger Paul Stiegler wieder ein Mann des Musiktheaters Direktor. Die starken Akzente seiner Amtszeit bis 1936 lagen im Opernbereich. Als er zum neuen Leiter eines größeren und finanziell besser ausgestatteten Theaters berufen werden sollte, ernannte man Direktor Stiegler zum ersten Intendanten des Stadttheaters Göttingen.
Von 1936 bis Ende des Zweiten Weltkrieges wurde auch in Göttingen nach gleichgeschalteten kulturpolitischen Vorstellungen Theater gespielt. Mit der Spielzeit 1936/37 trat Karl Bauer die Intendanz bis 1940 an. Seine Nachfolger waren bis 1943 Gustav Rudolf Sellner und anschließend bis zur Schließung des Hauses wegen Verschärfung der Kriegslage im Herbst 1944 Hans Karl Friedrich.
Nach der Wiedereröffnung 1946 wurde der aus Wuppertal kommende Generalmusikdirektor Fritz Lehmann bis 1950 letzter Intendant des Drei-Sparten-Theaters. Auf die Dauer ließ sich der aufwändige Drei-Sparten-Betrieb mit angemessener Qualität und unter soliden Bedingungen für die darin Beschäftigten nicht aufrechterhalten. So wurde durch Ratsbeschluss die Aufgabe der Musiksparten und die Gründung der Theater-GmbH „Deutsches Theater in Göttingen“ beschlossen.
Die Stadt gewann für den Plan, im Wesentlichen nur den Schauspielbetrieb zu unterhalten, einen der renommiertesten Theaterleute Deutschlands: Heinz Hilpert. Mit dessen Berufung, der als Nachfolger von Max Reinhardt und vieljähriger Leiter des Deutschen Theaters und der Kammerspiele Berlin beste Berliner Theatertradition verkörperte, begann am 16. September 1950 eine glanzvolle Epoche im Göttinger Theaterleben und das Deutsche Theater wurde zu einem der führenden Theater der jungen Bundesrepublik.
In der Spielzeit 1950/51 konnte zunächst noch das Orchester unter der Leitung von Günther Weißenborn und eine Ballettgruppe unter dem Ballettmeister Hans von Kusserow für Sinfoniekonzerte, Ballett- und Operettenaufführungen erhalten bleiben. Danach musste aus finanziellen Gründen das Ballett aufgelöst werden, während sich das Orchester als „Göttinger Sinfonieorchester“, weiter unter der Leitung von Günther Weißenborn, neu etablierte.
Den Ruf einer hervorragenden Schauspielbühne errangen Heinz Hilpert und sein Deutsches Theater in Göttingen mit einem persönlichkeitsstarken ausgesuchten Ensemble und einem absichtsvoll konzipierten Spielplan unter Mitwirkung seines Oberspielleiters Eberhard Müller-Elmau, der 1980 Ehrenmitglied des DT wurde und 1990 die Ehrenmedaille der Stadt Göttingen erhielt. Geschäftsführer der Deutsches Theater in Göttingen GmbH war der Verwaltungsdirektor Ulrich Klötzner. Göttingen, das als Universitätsstadt seit langem einen Namen hatte, wurde nun auch als Theaterstadt bekannt. 16 Jahre lang war Müller-Elmau Prinzipal des DT, dem er nach seiner Zeit als Oberspielleiter bis zu seinem Tod 1995 als Schauspieler und Regisseur angehörte.
1966 übernahm der in Mainz geborene Regisseur Günther Fleckenstein von Hilpert die Leitung des Hauses. Er bewahrte das Ansehen des DT und setzte in den 20 Jahren seiner Intendanz, der bis jetzt längsten Leitungsphase im Haus am Wall, neue Akzente durch ein qualitätsvolles, engagiertes Programm. Konsequente Autorenpflege, ein vielbeachteter „antiker Zyklus“, die Aufnahme von Stücken junger deutscher Autoren, aber auch die Präsentation des bewährten Repertoire in neuer heutiger Sicht waren die Schwerpunkte seiner Arbeit.
Der Düsseldorfer Heinz Engels, Intendant des DT von 1986 bis 1999, dem er zuvor bereits als Regisseur verbunden war, setzte sich in seinem Programm kritisch und verständnisvoll mit Menschen und den zentralen Fragen zwischenmenschlicher Beziehungen, wie z. B. dem Generationskonflikt und der Emanzipation der Frau auseinander. Er machte auf Fehler und Schwächen aufmerksam, lehrte das Sehen anhand der Darstellung von Unzulänglichkeiten im Zusammenleben unserer Gesellschaft: Was wir durchschauen, können wir beheben!

### Intendanten
- Norbert Berstl, 1890–1906[3]
- Willi Martini, 1906–1917[3]

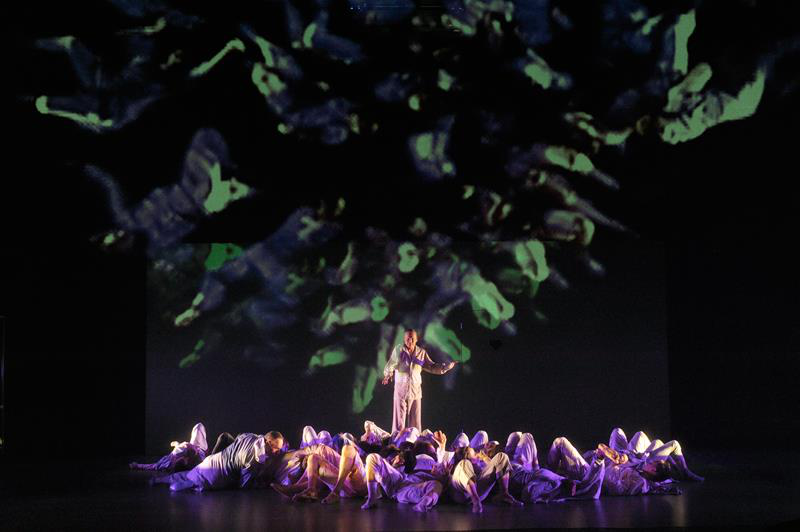
Szene der Eröffnungsinszenierung Spielzeit 2014/15: Homo Empathicus (Regie: Erich Sidler, Text: Rebecca Kricheldorf)

- Philipp Werner (Musikdirektor), 1918[3]
- Otto Werner, 1919–1929[18]
- Paul Stiegler, 1929–1936[18]
- Karl Bauer, 1936–1940[19]
- Gustav Rudolf Sellner, 1940–1943[19]
- Hans Karl Friedrich, 1943–1944[19]
- Fritz Lehmann, 1946–1950[20]
- Heinz Hilpert, 1950–1966[21]
- Günther Fleckenstein, 1966–1986
- Heinz Engels, 1986–1998
- Mark Zurmühle, 1999–2014[22]
- Erich Sidler, seit 2014[23][24]

### Gegenwart

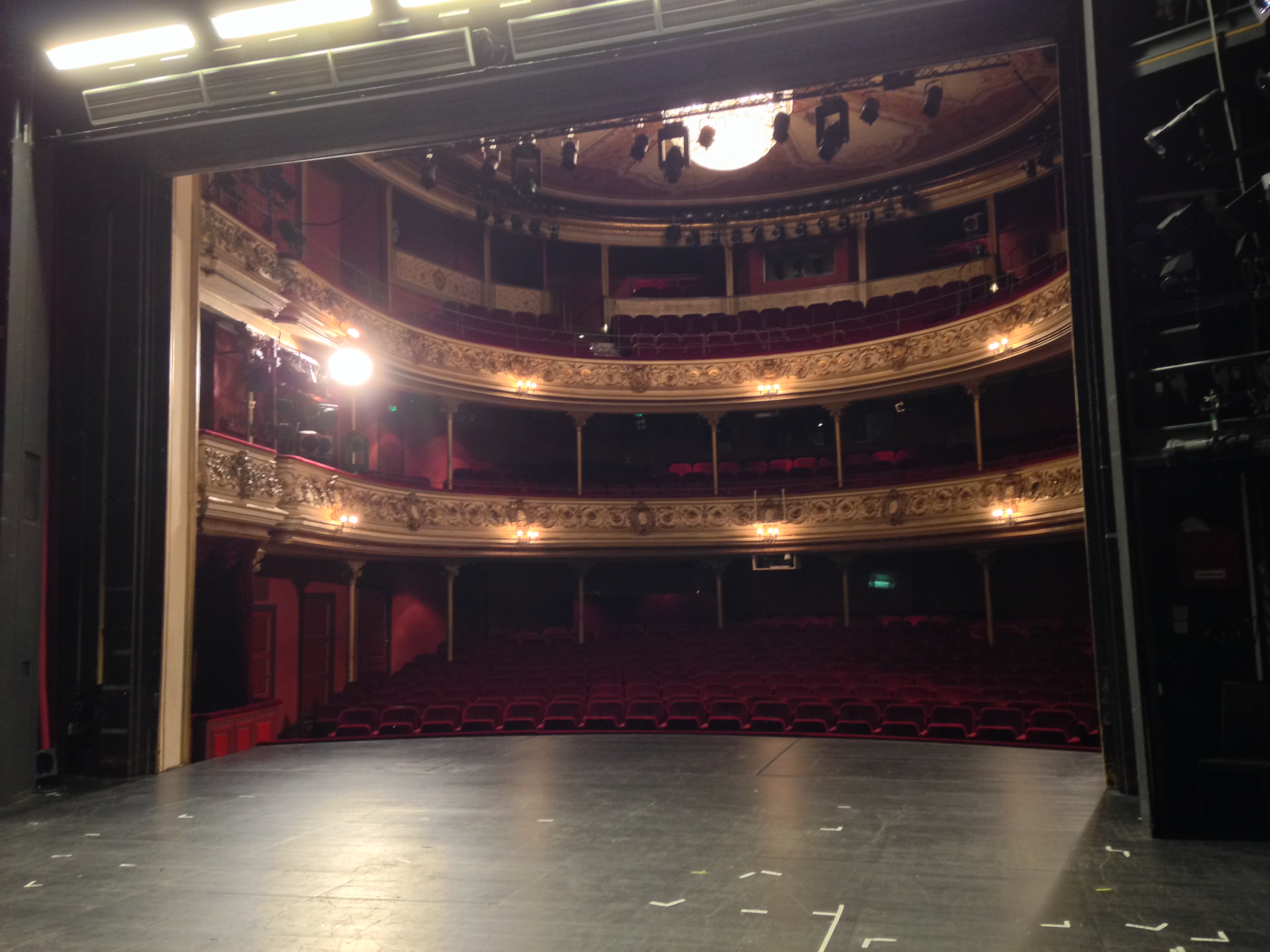
Großes Haus des Deutschen Theaters Göttingen (2016)

Das Deutsche Theater bietet als größtes Göttinger Sprechtheater einen Repertoirebetrieb auf drei Bühnen: Großes Haus (DT-1), DT-2 (ehemals Studio) und DT-X (Keller, Bellevue etc.). Seit der Spielzeit 2014/15 ist Erich Sidler Intendant am Deutschen Theater Göttingen.
DT-1
Das Große Haus bietet mit Parkett und drei Rängen Sitzplätze für 496 Zuschauer. Die Ausstattung des Zuschauerraumes mit Dekors im Neo-Renaissance-Stil gibt im Wesentlichen den Raumeindruck der Entstehungszeit, Ausgang des 19. Jahrhunderts, wieder. Die klassische Guckkastenbühne wartet mit moderner Bühnen- und Lichttechnik auf, die zeitgemäße, künstlerisch anspruchsvolle Inszenierungen alter und neuer Theatertexte ermöglichen. Mit dem festen Schauspielensemble werden jede Saison rund zwanzig neue Stücke produziert und im Repertoirebetrieb gezeigt, elf davon auf der Bühne des Großen Hauses. Den Spielplan ergänzen Wiederaufnahmen, Gastspiele, Konzerte, Lesungen und Sonderveranstaltungen.
DT-2
Die Anfang der 80er Jahre im Zuge großräumiger Um- und Anbauten eingerichtete Studiobühne ist eine multifunktionale Black Box, in der rund 100 Besucher Platz finden. Die Bestuhlung dieser Spielstätte ist variabel und richtet sich nach den Erfordernissen der gezeigten Stücke. In der Regel sitzen die Zuschauer auf einer stufig ansteigenden Tribüne, die gute Sicht garantiert. Das Angebot reicht von klassischen Theatertexten in für ein junges Publikum zugeschnittenen kleinformatigen Inszenierungen bis hin zur zeitgenössischen Dramatik, bietet die kabarettistische Komödie ebenso wie die anspruchsvolle szenische Lesung. Daneben werden Stücke für Kinder ab vier Jahren, Jugendliche und junge Erwachsene gezeigt.
DT-X
Im Keller des Deutschen Theaters verbinden sich Bühne und Gastronomie. Der halbrunde Gastraum auf zwei Ebenen, der vom Bistro im Glasfoyer aus leicht zugänglich ist und direkt unter der Hauptbühne des Großen Hauses liegt, fasst bis zu 80 Zuschauer. Platz bieten auf der unteren Ebene Sofas und Bistrostühle an Tischen. Auf der halbrunden emporeartigen oberen Ebene sitzen die Gäste in Tischgruppen. Auf der Kellerbühne präsentiert das Ensemble des Deutschen Theaters vor allem Comedy und Themenabende, literarische und musikalische Programme: Konzerte mit Jazzstandards, lyrischem Gitarrenrock, Popsongs und Instrumental- und Vokalexperimente sind hier ebenso zu Hause wie Liebeslyrik und Gruselgeschichten.